# Lőte József
Lőte József (Maroscsúcs, 1856. március 19. – Budapest, 1938. július 13.) orvos, egyetemi tanár, rektor, Lőte Éva képzőművész apja.

## Életpályája
Lőte József református lelkész és Dósa Eszter nemes székely szülők fia. Középiskolai tanulmányait a nagyenyedi református Bethlen-gimnáziumban fejezte be 1875-ben. Orvosi tanulmányait a kolozsvári egyetemen végezte, ahol 1881-ben orvosdoktorrá avatták. 1880–1883 között Kolozsváron, 1883–1887 Budapesten az általános kór- és gyógyszertani tanszék tanársegéde volt. 1887-ben magántanár lett kísérleti kórtanból. 1888-ban állami ösztöndíjjal nagyobb külföldi útra indult. 1890-ben a budapesti Pasteur-intézetben lett tanársegéd. Ugyanabban az évben Kolozsvárra költözött helyettes tanárnak. Előbb az egyetem általános kór- és gyógytani tanszékének rendkívüli, 1893-tól pedig nyilvános rendes tanára lett. 1893–1894-ben és 1899–1900-ban az orvosi kar dékánja, 1901–1902-ben pedig az egyetem rektora volt.

## Munkássága
Cikkei a kolozsvári Orvos-Természettudományi Értesítőben, a Természettudományi Közlönyben, az Orvosi Hetilapban, a a Magyar Orvosi Archivumban jelentek meg. A budapesti orvos-egylet 1887-ben díjjal jutalmazta az anthrax és veszettség-vírus beoltása után fellépő láz körülményeiről szóló tanulmányát.
Két évig szerkesztette az Erdélyi Múzeum-egylet orvos-természettudományi szakosztályának Értesítőjét.

### Munkái
- Gyakorlati kórtan. Kézikönyv orvostanhallgatók és gyakorló orvosok számára. Woodhead Sims G. 2. jav. és bőv. kiadásából ford. Budapest. 1885.
- Előadások az általános orvoslástanból, különös tekintettel a belső bajokra. Írta Hoffmann Frigyes Albin, 2. átdolg. kiadásból ford. Budapest., 1890. (A magyar orvosi könyvkiadó társulat könyvtára LX.)
- Adatok a tengeri nyúl egyes szervei aránylagos súlyviszonyainak változásához inanitio következtében, Orvos-Természettudományi Értesítő, 1880.
- A nerium oleander hatásáról, Orvos-Természettudományi Értesítő, 1882.
- A fehérjefélék rothadása közben keletkező mérges alkaloidokról, Természettudományi Közlöny, 1883.
- Kisérletek a lépfene gyógyítására,Orvosi Hetilap, 1886.
- A védőoltás és az immunitás kérdése a fertőző betegségek tanában, Orvosi Hetilap, 1887.
- A házinyúl hőmérséki és súlyviszonyairól veszettségoltás után, Orvosi Hetilap, 1883.
- Adalék a gümőkór kisérletes kórtanához, Orvosi Hetilap, 1889.